# ТЕС Хассі-Месауд-Північ
ТЕС Хассі-Месауд-Північ – теплова електростанція на північному сході центральної частини Алжиру. Введена в експлуатацію у 1978 році, стала другою газотурбінною станцією в районі гігантського нафтового родовища Хассі-Месауд після запущеної у 1973-му ТЕС Хассі-Месауд-Південь.
Перша черга станції складалась із п’яти газових турбін Brown Boveri and Cie типу GT9C1 потужністю по 24 МВт. А в 1988-му їх доповнили другою чергою у складі двох газових турбін Nuovo Pignone типу GT13E2 (розробка концерну General Electric) потужністю по 100 МВт.
Станція споживає природний газ, який отримує по перемичці від системи Алрар – Хассі-Р'Мель.